# Jérôme Cousin
Pour les autres personnalités ayant le même nom de famille, voir Cousin.
Jérôme Cousin, né le 5 juin 1989 à Saint-Sébastien-sur-Loire (Loire-Atlantique), est un coureur cycliste français, professionnel de 2011 à 2021.

## Biographie

### Débuts cyclistes et carrière chez les amateurs
Jérôme Cousin commence le cyclisme en catégorie cadet deuxième année à l'US Pontchâteau. Membre de l'UC Nantes Atlantique junior en 2007, il est cette année-là médaillé d'argent de la poursuite individuelle et par équipes aux championnats d'Europe juniors à Cottbus. Il est également champion de France de poursuite juniors. Lors des qualifications de ce championnat, il bat le record de France de cette catégorie en parcourant les trois kilomètres en 3 minutes 23 secondes 571. 
En fin de saison, il choisit de courir à partir de 2008 au Vendée U, réserve de l'équipe ProTour Bouygues Telecom, afin de concilier route et piste en catégorie espoir.
En 2008 et 2009, Jérôme Cousin est champion de France de poursuite par équipes élites et champion de France de poursuite espoirs. Il remporte la médaille d'argent du championnat d'Europe de poursuite espoirs en 2008 à Pruszkow. Il obtient également des résultats sur route ; il remporte les Boucles catalanes en 2009, puis en 2010 une étape du Circuit des plages vendéennes et de la Ronde de l'Isard d'Ariège, ainsi que Chambord-Vailly, manche de la Coupe de France des clubs. Il est sélectionné en équipe de France espoirs à plusieurs reprises, il participe ainsi en 2010 au Tour de Thuringe (10e) et au Tour de l'Avenir.

### Carrière professionnelle

#### 2011-2015: Europcar
En septembre 2010, il signe un contrat professionnel pour la saison 2011 avec l'équipe BBox Bouygues Telecom devenue Europcar, au sein de laquelle il a été stagiaire en 2009 et 2010.
En 2011, il participe au Tour de Romandie, il termine 9e de la Polynormande puis septième et meilleur jeune du Tour du Danemark.
Au mois de mars 2012, il remporte le Tour de Normandie, disputé sur une semaine.
En 2013, il gagne la 3e étape de l'Étoile de Bessèges et termine second du classement général de l'épreuve après en avoir été le leader. Fin juin, pour ses débuts sur le Tour de France il reçoit le prix de la combativité lors de la première étape et de la dixième étape.
La saison 2014 le voit courir le Tour d'Espagne pour la première fois et terminer l'épreuve en 78e position. Quelques semaines après la fin de la Vuelta, il se classe dixième du Grand Prix Impanis-Van Petegem. 
Pour sa deuxième Vuelta, en 2015, il est proche d'accrocher un résultat lors de la 7e étape, où il fait partie du trio de tête qui va se disputer la victoire, mais chute en accrochant la roue de Koshevoy à moins d’un kilomètre de l’arrivée.

#### 2016-2017: Cofidis
Non conservé par les dirigeants d'Europcar, il rejoint l'équipe continentale professionnelle française  Cofidis en 2016. Pour sa première saison sous ses nouvelles couleurs il participe pour la deuxième fois au Tour de France qu'il termine à la 121e place du classement général et au Tour d'Espagne où il est 129e le jour de l'arrivée à Madrid. 
À la fin de l'année 2017, le coureur français fait le choix de quitter la formation Cofidis et signe un contrat avec la formation Direct Énergie.

#### 2018-2021: Direct Énergie
En mars 2018 il gagne la cinquième étape de Paris-Nice devant Nils Politt et André Greipel.
En 2019, il se classe troisième du Tour de Castille-et-León derrière Davide Cimolai et Guillaume Boivin.
Il prend le départ du Tour de France pour la quatrième fois depuis ses débuts chez les professionnels au mois d'aout 2020. Il se signale par une très longue échappée lors de la troisième étape où il n'est repris par le peloton qu'à seize kilomètres de l'arrivée jugée à Sisteron. Il reçoit le prix de la combativité à cette occasion.
Le 16 novembre 2021, il annonce mettre fin à sa carrière professionnelle et reprend des cours de management à l’EM Lyon Business School,.

### Reconversion
Dans le cadre de sa reconversion, il crée Baroudeur Cycling, une entreprise de voyage à vélo au Portugal, où il s'était illustré à travers un périple réalisé après le déconfinement post-Covid. Son entreprise est également partenaire d'Amaury Sport Organisation pour des événements comme l'Étape du Tour.

## Palmarès sur route

### Palmarès
| - 2006 - Champion des Pays de la Loire du contre-la-montre juniors - 2007 - Flèche Plédranaise - 2008 - Classement général du Loire-Atlantique Espoirs - Circuit des Vignes - 3e du Tour du Haut-Anjou - 3e du championnat des Pays de la Loire sur route - 2009 - Boucles catalanes - 2e du Grand Prix de la Tomate - 2010 - 2e étape du Circuit des plages vendéennes - 1re étape de la Ronde de l'Isard - Chambord-Vailly - 2e du Circuit des plages vendéennes - 2e des Boucles catalanes - 2e de la Vienne Classic espoirs | - 2012 - Tour de Normandie : - Classement général - 2e étape - 3e étape du Rhône-Alpes Isère Tour - 2013 - 3e étape de l'Étoile de Bessèges - 2e de l'Étoile de Bessèges - 2018 - 5e étape de Paris-Nice - 2019 - 3e du Tour de Castille-et-León |  |

### Résultats sur les grands tours

#### Tour de France
4 participations
- 2013 : 156e
- 2016 : 121e
- 2018 : 93e
- 2020 : hors délais (16e étape)

#### Tour d'Espagne
3 participations
- 2014 : 78e
- 2015 : 73e
- 2016 : 129e

### Classements mondiaux
| Année                                 | 2009  | 2010 | 2011 | 2012 | 2013 | 2014 | 2015 | 2016  | 2017  | 2018  | 2019 |
| ------------------------------------- | ----- | ---- | ---- | ---- | ---- | ---- | ---- | ----- | ----- | ----- | ---- |
| Classement mondial                    |       |      |      |      |      |      |      | 2020e | 2312e | 1051e | 542e |
| UCI Europe Tour                       | 1201e | 589e | 598e | 150e | 128e |      | nc   | 1337e | 1508e | 1856e | 413e |
|                                       |       |      |      |      |      |      |      |       |       |       |      |
| Légende : nc = non classéSource : UCI |       |      |      |      |      |      |      |       |       |       |      |

## Palmarès sur piste

### Championnats d'Europe juniors et espoirs
- Cottbus 2007
  -  Médaillé d'argent de la poursuite juniors
  -  Médaillé d'argent de la poursuite par équipes juniors
- Pruszkow 2008
  -  Médaillé d'argent de la poursuite espoirs

### Championnats de France
- 2007
  -  Champion de France de poursuite juniors
  - 3e de l'américaine juniors
- 2008
  -  Champion de France de poursuite par équipes (avec Damien Gaudin, Fabrice Jeandesboz et Sébastien Turgot)
  -  Champion de France de poursuite espoirs
- 2009
  -  Champion de France de poursuite par équipes (avec Damien Gaudin, Bryan Nauleau et Angélo Tulik)
  -  Champion de France de poursuite espoirs
  - 3e de la poursuite

### Autres compétitions
- 2008
  - Trois jours d'Aigle (avec Damien Gaudin)